# 樗木武
樗木 武（ちしゃき たけし、1939年 - ）は、日本の工学者。

## 経歴等
1962年に九州大学工学部土木工学科を卒業ののち、日本国有鉄道、九州大学工学部助手を経て、1968年に長崎大学助教授に就任。同大学工学部に新設された構造工学科の発展に貢献し、また土木工学科（現社会建設工学科）の設立に奔走した。
1969年九州大学助教授（工学部土木工学科）に配置換え。1982年に同教授となり、新たな学問の体系である土木計画学の確立および都市の総合的な交通計画手法の発展に努力した。その後1993年には、工学部土木工学科の改組に伴い、建設都市工学科の都市システム工学講座の設立を推進し、初代教授となって都市計画の学問的発展に寄与した。また、工学部付属環境システム工学研究センターの設立に努力するとともに、大学移転問題に取り組んだ。2002年同大学を退官し、名誉教授となっている。
2018年秋の叙勲で瑞宝中綬章を受章。

## 研究業績
研究面では、トンネル力学の学問的体系化に努め、その一方で、土木計画学、交通計画学、都市計画に関する基礎的研究を推進し、それらの学問的体系化に貢献した。それらの成果は、国内外にわたる多数の論文として発表するとともに、著書欄に示す諸書として公表されているが、特に土木計画学、土木計画数学1、2（いずれも森北出版）は、当時における新たな学問の体系化への寄与として注目される。

## 社会活動
こうした研究に合わせて、それらの実務への活用にも努力している。特に、九州地方における社会資本の整備や地方計画・まちづくり、地域計画などに関して、それぞれの分野の諸事業、諸プロジェクトに指導的役割を果たした。
九州大学退官後は、道守九州会議の設立に貢献し、その代表世話人を務めるとともに、NPOタウンコンパス（理事長）、㈳九州建設弘済会（理事、公益委員）、などの活動にかかわり社会貢献を果たした。また、財団法人福岡アジア都市研究所の理事長として都市政策研究の推進、アジアの都市問題研究にあたっている。
加えて、九州におけるさまざまな審議会、委員会の会長、委員長、委員として活動した。

## 略歴
- 1939年 福岡県生まれ
- 1962年 九州大学工学部土木工学科卒業、日本国有鉄道入社
- 1965年 九州大学工学部助手
- 1968年 長崎大学工学部助教授
- 1969年 九州大学工学部助教授
- 1982年 九州大学工学部教授
- （環境システム工学研究センター長）
- 2000年 九州大学工学研究科教授
- 2001年 九州大学工学研究院教授
- 2002年 九州大学名誉教授、NPOタウンコンパス理事長
- 2004年 道守九州会議代表世話人
- 2005年 財団法人福岡アジア都市研究所理事長
- 2009年 （社）日本風景街道九州ネットワーク　代表理事
- 2011年 財団法人福岡アジア都市研究所顧問
- 2023年 道守九州会議顧問

## 主な著書
- マトリックス構造解析 共立出版 1972
- トンネル力学 共立出版 1977
- 土木計画数学1 （共著） 森北出版 1983
- 土木計画数学2 （共著） 森北出版 1984
- 土木計画学 森北出版 1989（後に中国語翻訳出版）
- 土木工学ハンドブック（16編主査、分担執筆）技報堂出版 1989
- 演習土木計画数学 （編集、分担執筆） 森北出版 1991
- 交通計画学 （共著） 共立出版 1993
- 都市計画 森北出版 1997
- アジアの都市計画 （分担執筆） 九大出版会 1999
- City Planning in Asia（分担執筆） 九大出版会 2001
- 私の考えるクルマ社会（分担執筆） 共立出版 2002
- 交通工学（分担執筆） 朝倉書店 2002
- ユニバーサルデザインのまちづくり 森北出版 2004（後に韓国語（ハングル）翻訳出版）
- 道路の計画とデザイン （共著） 共立出版 2005
- よく知ろう都市のことを （共著） 共立出版 2005
- 都市の交通計画（編集主査、分担執筆）共立出版 2006
- 道守たちの道、路と風景街道 道守九州会議 2007
- 日本風景街道ーその理念と未来（分担執筆） 道守九州会議 2008
- 路地を生かすまちづくり 福岡アジア都市研究所 2010
- 福岡市のまちづくり論集 福岡アジア都市研究所 2010
- 土木計画学 第3版 森北出版 2011
- 都市計画 第3版 森北出版 2012
- 九州の社会資本の整備ー戦後70年の軌跡ー (一社）日本風景街道九州ネットワーク 2014
- 九州の自然災害と大地 （一社）日本風景街道九州ネットワーク 2015